# Alon Goldstein
Pour les articles homonymes, voir Goldstein.
Alon Goldstein (né en 1970) est un pianiste classique israélien.

## Biographie
Alon Goldstein, né en 1970, effectue ses études musicales au conservatoire Peabody avec Leon Fleisher, dont il est l'assistant.
Pianiste classique israélien, il enregistre sous le label Naxos, notamment deux disques de sonates de Domenico Scarlatti, ainsi que les Concertos pour piano n° 9 et n°17 de Mozart.